# Acrobasis vaccinii
Acrobasis vaccinii là một loài bướm đêm thuộc họ Pyralidae. Loài này có ở Nova Scotia tới Florida và từ Wiscon tới Texas, it is introduced ở Washington.
Sải cánh dài 16–18 mm.
Ấu trùng ăn Vaccinium corymbosum, Vaccinium macrocarpon, Vaccinium vitis-idaea và Vaccinium stamineum. == Hình ảnh ==

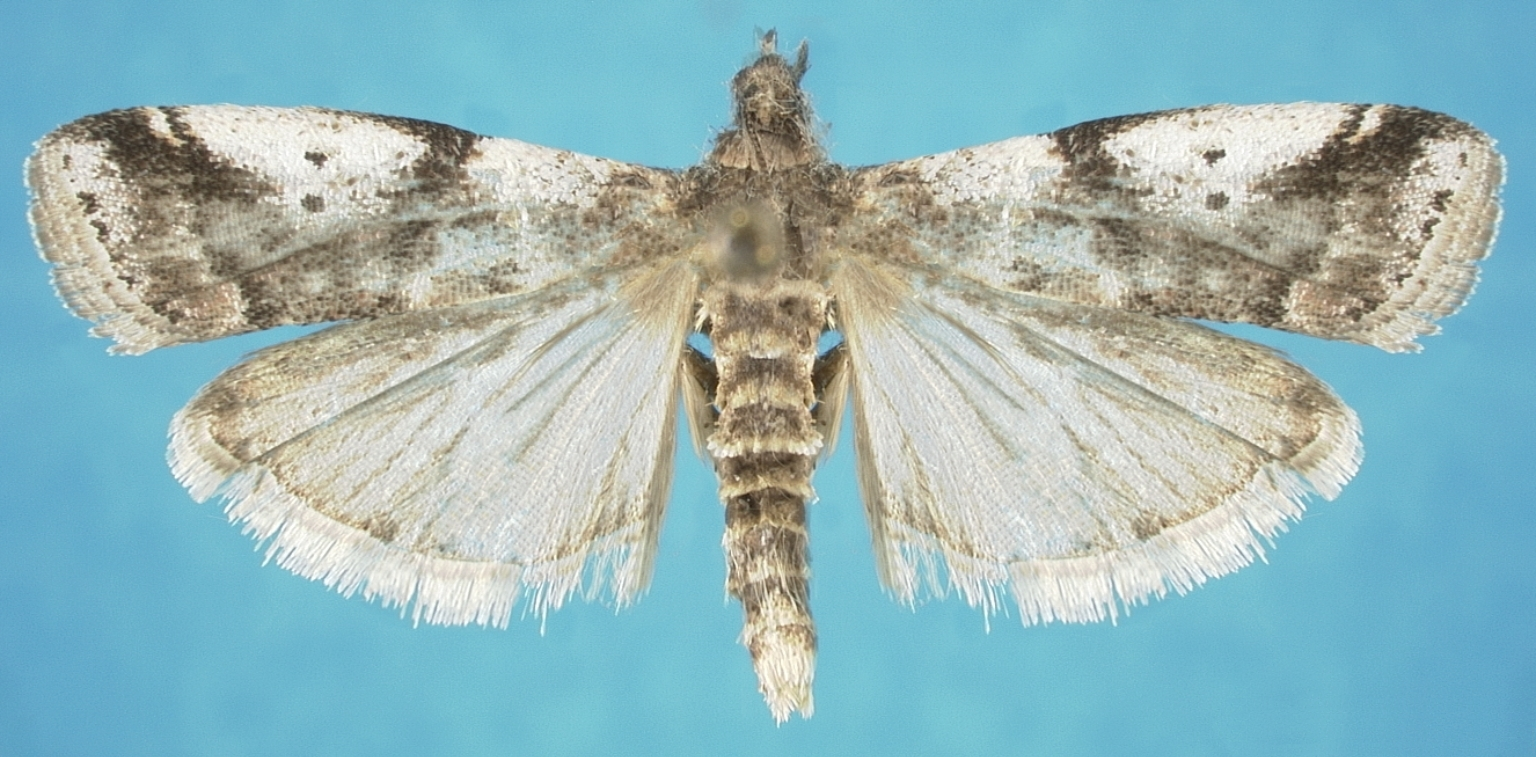
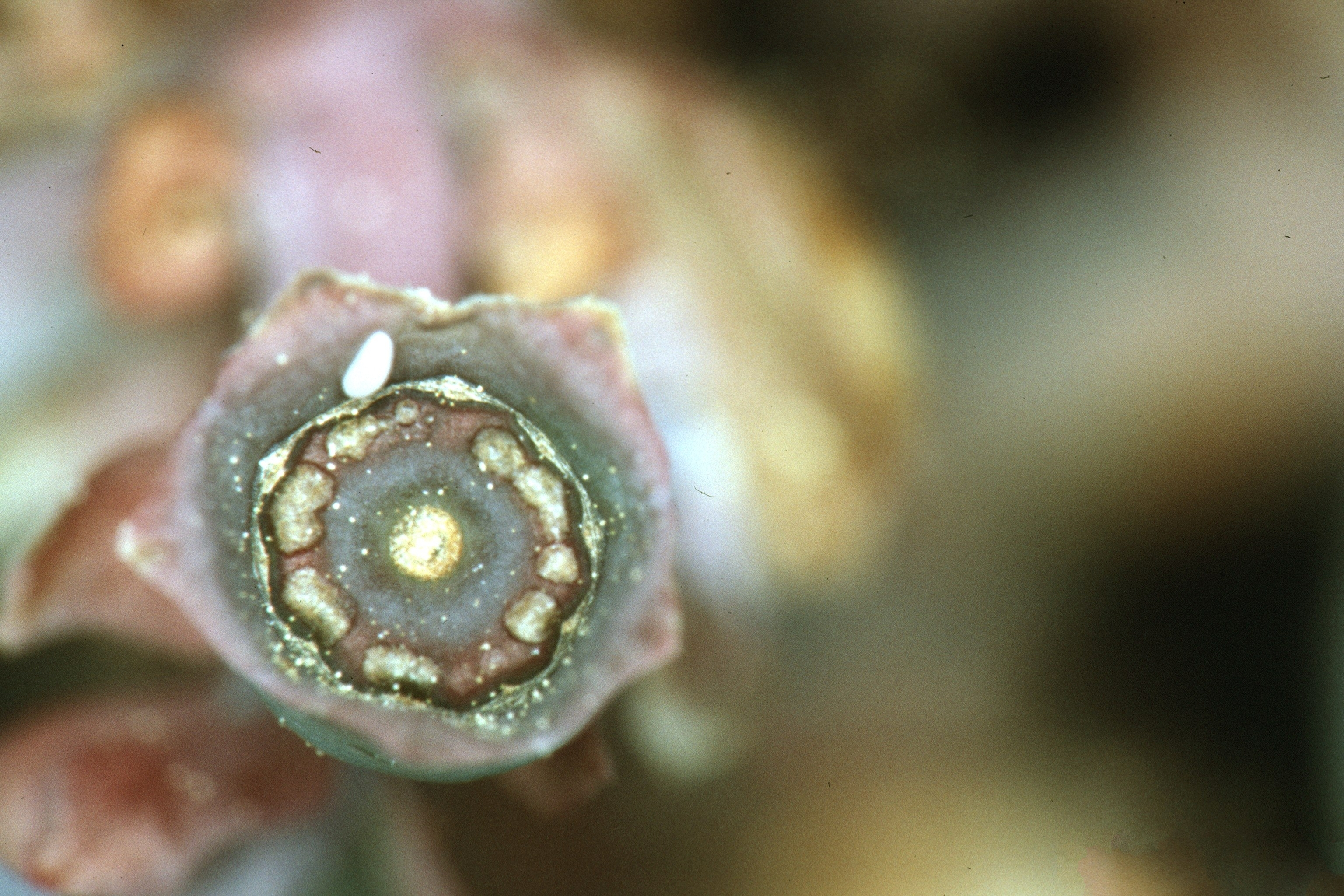
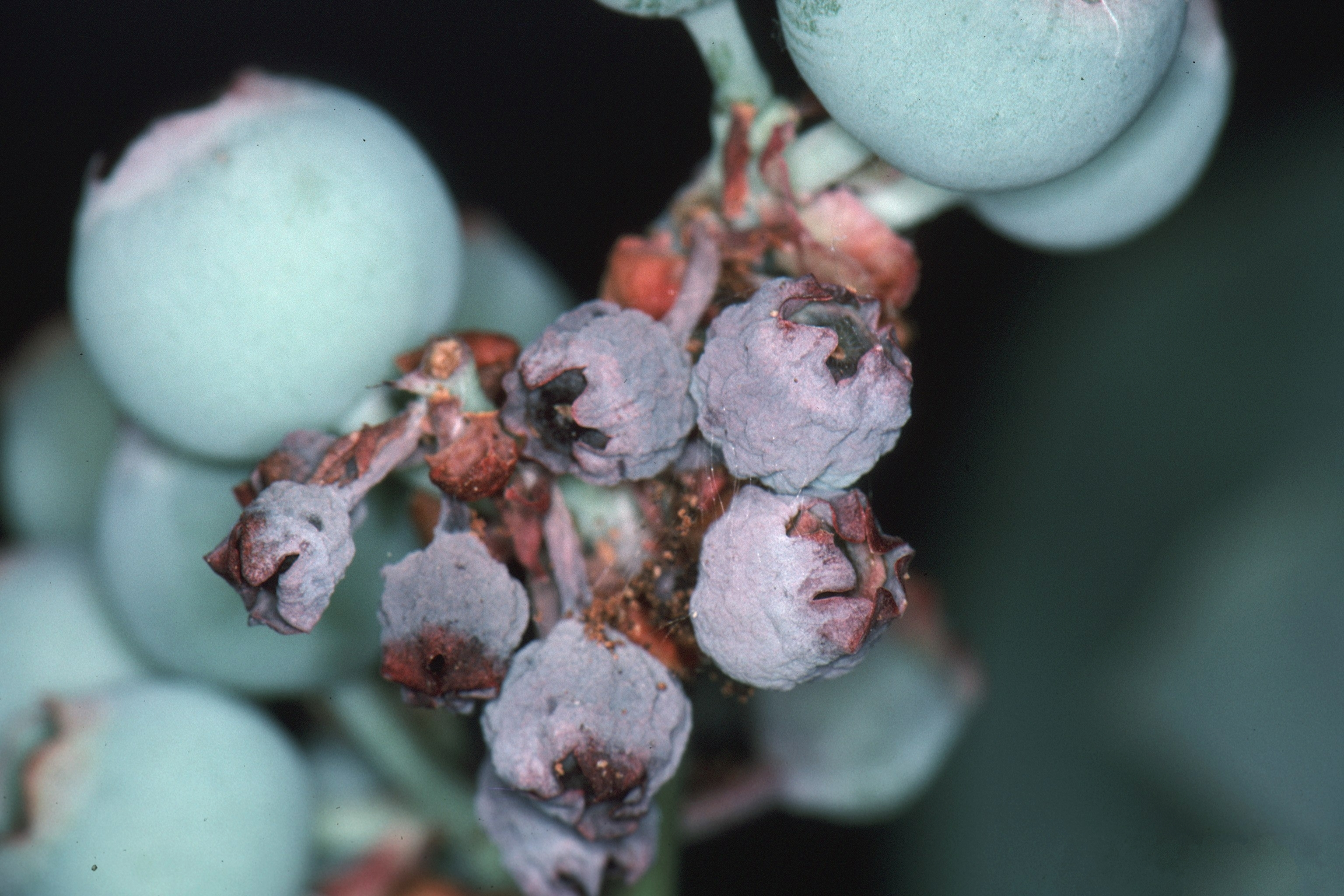
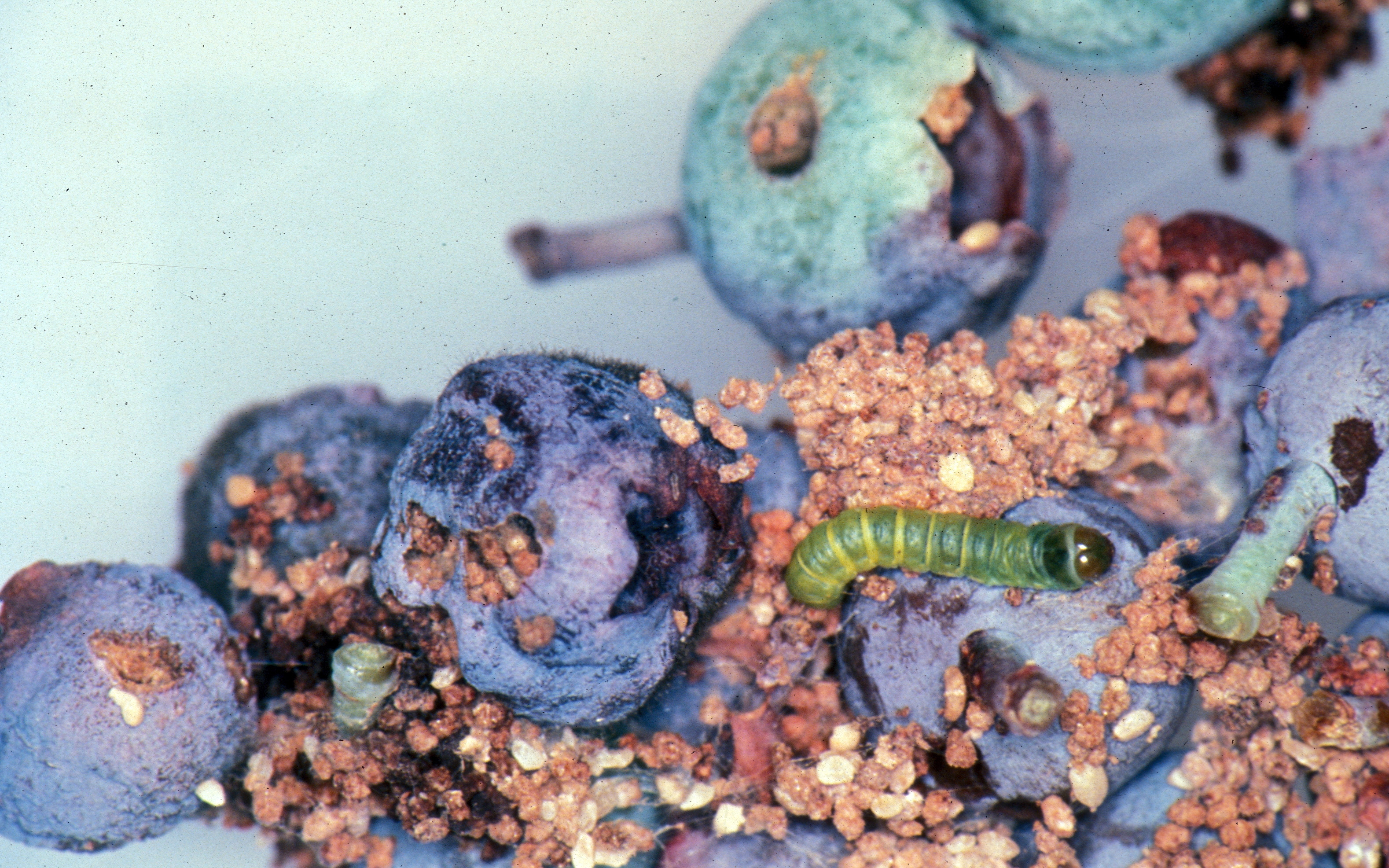